# تپه قلعه تگاب شاخن
تپه قلعه تگاب شاخن در شهرستان بیرجند، بخش مرکزی، روستای شاخن واقع شده و این اثر در تاریخ ۱۹ اسفند ۱۳۸۰ با شمارهٔ ثبت ۴۸۰۰ به‌عنوان یکی از آثار ملی ایران به ثبت رسیده است.